# Helen McCloy
Helen Worrell Clarkson McCloy (* 6. Juni 1904 in New York; † 1994) war eine US-amerikanische Journalistin, Literaturkritikerin, Verlegerin und Kriminalschriftstellerin, die auch unter dem Pseudonym Helen Clarkson schrieb.

## Leben
Helen McCloy war die Tochter von William Conrad McCloy – langjähriger Herausgeber der New York Evening Sun – und der Schriftstellerin Helen Worrell McCloy (Geburtsname Clarkson). Ihre Schulzeit verbrachte Helen McCloy auf der 1867 von Quäkern gegründeten New Yorker Brooklyn Friends School. 1923 ging sie nach Frankreich und studierte dort bis 1924 an der Pariser Sorbonne. Zwischen 1927 und 1932 arbeitete sie als Frankreich-Korrespondentin im Nachrichtenbüro Hearst's Universal News Service des amerikanischen Verlegers William Randolph Hearst, als Kunstkritikerin für The International Studio und andere Magazine und als freie Mitarbeiterin für die konservative Londoner Tageszeitung Morning Post. Nach ihrer Rückkehr in die Vereinigten Staaten (1932) begann McCloy ihre schriftstellerische Arbeit. Der erste große Erfolg gelang ihr 1938 mit dem Roman Dance of Death und ihrem Serien-Protagonisten Dr. Basil Willing.
1946 heiratete Helen McCloy den Kriminalschriftsteller Davis Dresser, der unter dem Pseudonym Brett Halliday mit seiner Mike Shayne-Serie auch in Deutschland bekannt wurde. McCloy und Dresser hatten eine Tochter mit Namen Chloe. Gemeinsam gründeten sie die Literaturagentur Halliday and McCloy und die Torquil Publishing Company, bei der die Romane von Brett Halliday und anderen Schriftstellern von 1953 bis 1965 erschienen. In den fünfziger und sechziger Jahren schrieb McCloy nebenbei als Rezensentin für verschiedene Zeitungen in Connecticut. Ihre Ehe mit Davis Dresser ging 1961 auseinander.
Helen McCloy war die erste Frau, die 1950 zur Präsidentin des amerikanischen Schriftstellerverbandes Mystery Writers of America (MWA) gewählt wurde. Sie unterstützte 1971 die Gründung der MWA-Sektion Neuengland (Maine, Massachusetts, New Hampshire, Rhode Island und Vermont) des Schriftstellerverbandes. Bis heute (2013) existiert die Helen McCloy / MWA Scholarship for Mystery Writing, in der Schriftstellertalente in verschiedenen Sparten gefördert werden.

## Auszeichnungen
- 1954 Edgar Allan Poe Award – Kategorie Beste Literaturkritik für ihre Kritiken im Westport Town Crier[8] und anderen Zeitungen in Connecticut (gemeinsam mit Brett Halliday)
- 1980 Nero Wolfe Award – Kategorie Bester Roman für Burn This
- 1990 Grand Master Award, die höchste Auszeichnung der Mystery Writers of America (MWA) in Anerkennung der besonderen Leistungen im Krimi-Genre und gleichbleibend hohe Qualität ihrer Werke

Darüber hinaus fanden mehrere Werke von Helen McCloy höchste Anerkennung in internationalen Bestenlisten. So findet sich „Do Not Disturb“ aus 1943 als Spitzentitel in der populären amerikanischen Anthony Boucher's List of Best Titels 1930–1967.
Der bekannte britische Literaturkritiker und Schriftsteller H. R. F. Keating verewigte Helen McCloy mit „Mr. Splitfoot“ als besten Roman für das Jahr 1968 in seiner Auflistung der 100 besten Kriminalromane von 1845 bis 1986.
Im The Mystery Lover's Companion nimmt der Literaturkritiker Art Bourgeau McCloys „Cue for Murder“ aus 1942 mit der höchsten Anzahl von fünf Daggern auf. Bourgeau bewertete etwa 2.500 Bücher aus den Jahren 1860–1985, von denen 226 Titel diese höchste Auszeichnung erhielten und von ihm als A True Classic eingestuft wurden.
William F. Deeck (1936–2004), ein in den USA bekannter Kritiker, Rezensent und Namensgeber des Literaturpreises William F. Deeck Malice Domestic Grant for Unpublished Writers, der ungezählte Artikel für The Armchair Detective, Mystery Readers Journal und andere Publikationen schrieb, berücksichtigte McCloy ebenfalls in seiner Bestenliste My One Hundred Best Mystery Books. Mit „Through a Glass, Darkly“ nahm er sie für 1950 in seine Liste auf.
Die 1957 von dem New Yorker Verlag Dell Publishing eröffnete Serie The Dell Great Mystery Library erfasste die besten Kriminalromane zwischen 1902 und 1962. McCloy wurde dort mit „Before I Die“ beste Krimiautorin für das Jahr 1963.
Ellery Queens Queen's Quorum verzeichnet als beste Kurzgeschichte McCloys „Surprise, Surprise!“ (Original: The Singing Diamonds) für das Jahr 1965.

## Werke

### Dr. Basil Willing-Serie
- 1938 Dance of Death (UK: Design for Dying)
- 1940 The Man in the Moonlight
- 1941 The Deadly Truth (dt. Lüg, wenn du kannst. Rowohlt, Reinbek 1969)
- 1942 Who's Calling?
- 1942 Cue for Murder
- 1943 The Goblin-Market
- 1945 The One That Got Away
- 1948 Through a Glass, Darkly
- 1951 Alias Basil Willing
- 1955 The Long Body (dt. Es begann in Mexico. Scherz, Bern u. a. 1960)
- 1956 Two-Thirds of a Ghost (dt. Drei in einem Sarg. Rowohlt, Reinbek 1963)
- 1968 Mr. Splitfoot
- 1980 Burn This

### Sonstige
- 1943 Do Not Disturb
- 1944 Panic
- 1948 She Walks Alone (dt. Sie ging allein. Nest, Nürnberg 1952)
- 1949 Better Off Dead
- 1954 Unfinished Crime (dt. Die andere Karriere. Scherz, Bern u. a. 1961)
- 1957 The Slayer and the Slain
- 1963 Before I Die
- 1967 The Further Side of Fear
- 1971 A Question of Time (dt. Das Bild des Schreckens. Heyne, München 1973)
- 1973 A Change of Heart
- 1974 The Sleepwalker
- 1975 Minotaur Country
- 1976 The Changeling Conspiracy (UK: Cruel as the Grave)
- 1977 The Impostor
- 1979 The Smoking Mirror

### Helen McCloy als Helen Clarkson
- 1959 The Last Day

### Kurzgeschichten
- 1941 The Nameless Clue. In: Five–Novels Monthly. 1941
- 1946 Chinoiserie. In: EQMM. Juli 1946
- 1949 The Case of the Duplicate Door.[16] In: Mystery Puzzle of the Month. 1949
- 1949 The Singing Diamonds.[16] In: EQMM. Oktober 1949
- 1951 Murder is Everybody's Business. In: EQMM. Februar 1953
- 1955 Thy Brother Death.[16] In: This Week. 1955
- 1957 The Murder Stops the Music.[16] In: (Minneapolis) Star Tribune January 27, 1957
- 1964 Murder Ad Lib.[16] In: EQMM. November 1964
- 1970 The Pleasant Assassin.[16] In: EQMM. Dezember 1970
- 1978 A Case of Innocent Eavesdropping.[16] In: EQMM. März 1978
- 1979 Murphy's Law.[16] In: EQMM. Mai 1979
- 1979 That Bug That's Going Around.[16] In: EQMM. August 1979

EQMM = Ellery Queen (Hrsg.): Ellery Queen’s Mystery Magazine.

### Anthologien als Herausgeberin
- 1951 20 Great Tales of Murder (gemeinsam mit Brett Halliday)

### Anthologien mit Storys von Helen McCloy
- 1946 Murder Cavalcade: An Anthology. Herausgeber: Lockridge, Richard; August William Derleth; Mystery Writers of America
- 1969 Alfred Hitchcock Presents: A Month of Mystery. Herausgeber: Alfred Hitchcock
- 1989 Tales of the Occult. Herausgeber: Isaac Asimov; Martin Harry Greenberg; Waugh, Charles u. a.

### Sammlungen
- 1965 The Singing Diamonds and Other Stories[17] (UK: Surprise, Surprise)
- 2003 The Pleasant Assassin and Other Cases of Dr. Basil Willing (Kurzgeschichten mit Basil Willing)

## Film
- 1957: The Other Side of the Curtain. US-amerikanische TV-Verfilmung der Revue Studios aus der Serie Suspicion. Regie: James Neilson. Hauptdarsteller: Donna Reed, Jeff Richards, Herbert Anderson, Harold J. Stone und Ainslie Pryor.
- 1959: Through a Glass, Darkly. Englische TV-Verfilmung der BBC aus der Serie Saturday Playhouse, adaptiert von John Hopkins. Hauptdarsteller: Andrew Osborn, Diane Clare, Julia Arnall und Joyce Heron.
- 1989: Cue for Murder. Französische TV-Verfilmung von France 3 aus der Serie Le masque unter dem Titel En scène pour la mort. Regie: Pascal Goethals. Hauptdarsteller: François Perrot, Roger Dumas und Françoise Viau.

## Weiterführende Literatur
- Jay P. Pedersen (Hrsg.): St. James Guide to Crime & Mystery Writers. St. James Press, Detroit 2006. (englisch)
- Robert Allen Papinchak: Woman of Mystery. In: Robin W. Winks (Hrsg.): Mystery and Suspense Writers: The Literature of Crime, Detection, and Espionage. Scribner’s Sons, New York 1998. (englisch)